# Charles d'Argent de Deux-Fontaines
Charles, Marie d'Argent de Deux-Fontaines,, né à Soissons le 26 novembre 1789 et mort au château de Bouville à Cloyes-sur-le-Loir, le 8 octobre 1852, est un militaire et homme politique français.

## Origines familiales
Fils de Jean-Baptiste Arnould d’Argent de Deux-Fontaines,,, lieutenant-colonel du Génie, lieutenant des maréchaux de France à Metz, et de sa seconde épouse Charlotte Françoise Jeanne de Proisy d’Eppes, il appartient à une famille de la noblesse d'ancienne extraction originaire du Hainaut,. Sa mère appartient une famille de la noblesse chevaleresque de Picardie. Son oncle, le vicomte d'Argent de Deux Fontaines, s'est proposé comme otage en échange de la vie de Louis XVI.

## Biographie
Il entre à l'École polytechnique en 1806 puis devient lieutenant des gardes du corps du roi dans la compagnie écossaise commandée par le duc de Croÿ d'Havré, lors de la première Restauration. Il suit le roi à Gand pendant les Cent-Jours puis sert comme officier supérieur dans la maison militaire des rois Louis XVIII et Charles X. Intendant des appartements du roi, il administre par ailleurs les biens du dernier prince de Condé.
Il est nommé maire de Cloyes en 1824 sur proposition du comte de Quatrebarbes, sous-préfet de Châteaudun, et décision du baron de Giresse-Labeyrie, préfet d'Eure-et-Loir. Il est titré baron par lettres patentes du roi Charles X en date du 28 janvier 1826,, avec institution de majorat sur la terre et le château de Bouville apportés en dot le 14 octobre 1816 par son épouse Angélique-Charlotte Celier de Bouville, ,. Toutefois, comme son père sous l'ancien régime, il porte un titre de courtoisie de marquis,,.
Chef d'escadron de cavalerie, il démissionne de sa charge de maire le 18 août 1830 après la révolution de Juillet. Retiré dans sa terre de Bouville, à Cloyes-sur-le-Loir, il s'occupe de moderniser son exploitation sucrière,.
Élu au conseil municipal de Cloyes le 4 juillet 1840, il est nommé maire le 15 février 1841 par le baron de Jessaint, préfet d'Eure-et-Loir et confirmé lors des renouvellements triennaux de 1843 et 1846. Conseiller général du département d'Eure-et-Loir pour le canton de Cloyes-sur-le-Loir, en 1845, il est remplacé à la tête de la mairie le 28 mars 1848 par arrêté du sous-commissaire du gouvernement provisoire de la IIe République. Réélu au conseil municipal le 20 août 1848, il est élu député au Corps législatif par la première circonscription d'Eure-et-Loir contre le fils du Maréchal de Gouvion-Saint-Cyr, le 29 février 1852. Il siège parmi les défenseurs du nouveau gouvernement issu de la Constitution de 1852 jusqu'à son décès. Le vicomte Reille lui succède au Parlement.
Il est inhumé au cimetière de Cloyes-sur-le-Loir.

## Décorations
- Chevalier de l'ordre du Saint-Sépulcre en 1814
- Chevalier (28 août 1814) puis officier (15 février 1815) de la Légion d'honneur.

## Hommage
Une rue de cette commune porte son nom.